# مارتین ۱۴۶
مارتین ۱۴۶ (به انگلیسی: Martin 146) یک هواگرد ساختِ کارخانهٔ گلن ال. مارتین کمپانی در کشور ایالات متحده آمریکا است که در سال ۱۹۳۵ ساخته شد. نخستین استفاده‌کنندهٔ این هواگرد تفنگداران هوایی ارتش ایالات متحده آمریکا بوده‌است. این هواگرد برای نخستین بار در ۱۹۳۵ میلادی مورد استفاده قرار گرفت.